# Hans Albrecht (Redakteur)
Hans Albrecht (* 18. August 1873 in Kassel; † 16. Oktober 1944 in Naumburg (Hessen)) war ein deutscher Redakteur und Schriftsteller.

## Leben
Er war der Sohn eines königlichen Regierungssekretärs und Kanzleirates und dessen Ehefrau Marie geborene Uberich. Nach dem Besuch von Realschule und Realgymnasium in Kassel wollte Hans Albrecht ursprünglich eine Beamtenlaufbahn einschlagen, doch nahm er davon Abstand und widmete sich schriftstellerischen und journalistischen Tätigkeiten. Er wurde Redakteur für Kasseler und auswärtige Tageszeitungen, für die er hauptsächlich Kritiken schrieb. Ferner publizierte er Novellen und Feuilletons in periodischen Druckschriften.
Im Jahre 1893 gab er in Leipzig das militärische Jahrbuch für junge und alte Soldaten Der Kamerad heraus, das jedoch kaum Anklang fand und dessen Herausgabe er daher nicht fortsetzte. Daraufhin war er Redakteur der Hessischen Dorfzeitung und Redakteur der Swinemünder Zeitung.
Im Winter 1900 erhielt Hans Albrecht eine Anstellung als Direktionssekretär und Oberinspekteur beim Stadttheater Rostock unter dem Direktor Richard Hagen.
In seiner Freizeit widmete er sich der Graphologie. Er lebte im Kasseler Ortsteil Wehlheiden.

## Werke
- Der Kamerad. Militärisches Jahrbuch für junge und alte Soldaten, Leipzig, 1893.